# Alex Moucketou-Moussounda
Alex Moucketou-Moussounda, né le 10 octobre 2000 à Libreville, est un footballeur international gabonais. Il joue au poste de défenseur à l'Aris Limassol.

## Carrière en club

### Début de carrière
Il fait ses débuts avec l'AS Mangasport avant de partir à l'AS Bouenguidi. 

### Aris Limassol
À l’été 2021, il s'engage avec l'Aris Limassol.

### SM Caen
Le 2 janvier 2025, il est prêté pour six mois au SM Caen, avec une option de deux ans (+ un an en option) en cas de maintien du club en Ligue 2 à l'issue de la saison,. Deux semaines après son arrivée, il dispute son premier match avec le club, titularisé en défense centrale lors d'une défaite 2-1 face à l'AC Ajaccio en championnat. Dans un contexte sportif tendu, Moussounda, de nouveau titulaire une semaine plus tard pour sa première au stade Michel d'Ornano, coûte la défaite au SM Caen, battu 0-1 par l'EA Guingamp après une erreur flagrante de sa part, directement à l'origine du seul but de la rencontre. Il conserve son statut de titulaire jusqu'à fin mars, malgré le départ de Bruno Baltazar. Cependant, Michel Der Zakarian choisit de ne plus l'aligner à partir d'avril. Le club termine la saison à la dernière place, relégué. L'option de prolongation incluse dans son contrat n'est pas activée, et il quitte Caen.

## Carrière en sélection
Il fait ses débuts en sélection le 11 octobre 2021 contre l'Angola aux éliminatoires de la coupe du monde 2022. Le Gabon l'emporte 2-0.

## Statistiques

### En club
| Saison                | Club                  | Championnat           | Championnat | Championnat | Championnat | Coupe(s) nationale(s) | Coupe(s) nationale(s) | Coupe(s) nationale(s) | Supercoupe | Supercoupe | Supercoupe | Compétition(s) continentale(s) | Compétition(s) continentale(s) | Compétition(s) continentale(s) | Compétition(s) continentale(s) | Total | Total | Total |
| Saison                | Club                  | Division              | M.          | B.          | P.d.        | M.                    | B.                    | P.d.                  | M.         | B.         | P.d.       | Comp.                          | M.                             | B.                             | P.d.                           | M.    | B.    | P.d.  |
| 2021-2022             | Aris Limassol         | Cyprus League         | 11          | 0           | 0           | -                     | -                     | -                     | -          | -          | -          | -                              | -                              | -                              | -                              | 11    | 0     | 0     |
| 2022-2023             | Aris Limassol         | Cyprus League         | 26          | 0           | 0           | 1                     | 0                     | 0                     | -          | -          | -          | C4                             | 1                              | 0                              | 0                              | 28    | 0     | 0     |
| 2023-2024             | Aris Limassol         | Cyprus League         | 29          | 0           | 1           | 3                     | 0                     | 0                     | 1          | 0          | 0          | C1+C3                          | 4+8                            | 0+1                            | 0+0                            | 45    | 1     | 1     |
| 2024-2025             | Aris Limassol         | Cyprus League         | 2           | 0           | 0           | -                     | -                     | -                     | -          | -          | -          | -                              | -                              | -                              | -                              | 2     | 0     | 0     |
| Sous-total            | Sous-total            | Sous-total            | 68          | 0           | 1           | 4                     | 0                     | 0                     | 1          | 0          | 0          | -                              | 13                             | 1                              | 0                              | 86    | 1     | 1     |
| 2024-2025             | SM Caen (prêt)        | Ligue 2               | 9           | 0           | 0           | -                     | -                     | -                     | -          | -          | -          | -                              | -                              | -                              | -                              | 9     | 0     | 0     |
| Total sur la carrière | Total sur la carrière | Total sur la carrière | 77          | 0           | 1           | 4                     | 0                     | 0                     | 1          | 0          | 0          | -                              | 13                             | 1                              | 0                              | 95    | 1     | 1     |

### En sélection nationale
| Saison                | Sélection             | Phases finales        | Phases finales | Phases finales | Phases finales | Éliminatoires | Éliminatoires | Éliminatoires | Matchs amicaux | Matchs amicaux | Matchs amicaux | Total | Total | Total |
| Saison                | Sélection             | Compétition           | M              | B              | Pd             | M             | B             | Pd            | M              | B              | Pd             | M     | B     | Pd    |
| --------------------- | --------------------- | --------------------- | -------------- | -------------- | -------------- | ------------- | ------------- | ------------- | -------------- | -------------- | -------------- | ----- | ----- | ----- |
| 2021-2022             | Gabon                 | CAN 2021              | 3              | 0              | 0              | 4             | 1             | 0             | 1              | 0              | 0              | 8     | 1     | 0     |
| 2022-2023             | Gabon                 | -                     | -              | -              | -              | 2             | 0             | 0             | 1              | 0              | 0              | 3     | 0     | 0     |
| 2023-2024             | Gabon                 | -                     | -              | -              | -              | 5             | 0             | 0             | 2              | 0              | 0              | 7     | 0     | 0     |
| 2024-2025             | Gabon                 | -                     | -              | -              | -              | 5             | 0             | 0             | -              | -              | -              | 5     | 0     | 0     |
| Total sur la carrière | Total sur la carrière | Total sur la carrière | 3              | 0              | 0              | 16            | 1             | 0             | 4              | 0              | 0              | 23    | 1     | 0     |

#### Matchs internationaux
| Matchs internationaux d'Alex Moucketou-Moussounda | Matchs internationaux d'Alex Moucketou-Moussounda | Matchs internationaux d'Alex Moucketou-Moussounda  | Matchs internationaux d'Alex Moucketou-Moussounda | Matchs internationaux d'Alex Moucketou-Moussounda | Matchs internationaux d'Alex Moucketou-Moussounda | Matchs internationaux d'Alex Moucketou-Moussounda                              |
|                                                   | Date                                              | Lieu                                               | Adversaire                                        | Résultat                                          | Compétition                                       | Notes                                                                          |
| ------------------------------------------------- | ------------------------------------------------- | -------------------------------------------------- | ------------------------------------------------- | ------------------------------------------------- | ------------------------------------------------- | ------------------------------------------------------------------------------ |
| 1.                                                | 11 octobre 2021                                   | Stade de Franceville, Libreville, Gabon            | Angola                                            | 2 - 0                                             | Éliminatoires de la Coupe du monde 2022           | Entre en jeu à la place de David Sambissa à la 59e minute de jeu, puis buteur. |
| 2.                                                | 12 novembre 2021                                  | Stade d'Angondjé, Libreville, Gabon                | Libye                                             | 1 - 0                                             | Éliminatoires de la Coupe du monde 2022           | Titulaire, remplacé par André Poko à la 68e minute de jeu.                     |
| 3.                                                | 16 novembre 2021                                  | Stade Borg Al Arab, Alexandrie, Égypte             | Égypte                                            | 2 - 1                                             | Éliminatoires de la Coupe du monde 2022           | Titulaire.                                                                     |
| 4.                                                | 2 janvier 2022                                    | Stade du 4-Août, Ouagadougou, Burkina Faso         | Burkina Faso                                      | 3 - 0                                             | Match amical                                      | Remplace Gilchrist Nguema (en).                                                |
| 5.                                                | 14 janvier 2022                                   | Stade Ahmadou-Ahidjo, Yaoundé, Cameroun            | Ghana                                             | 1 - 1                                             | CAN 2021                                          | Remplace Louis Ameka à la 76e minute de jeu.                                   |
| 6.                                                | 18 janvier 2022                                   | Stade Ahmadou-Ahidjo, Yaoundé, Cameroun            | Maroc                                             | 2 - 2                                             | CAN 2021                                          | Titulaire, remplacé par Louis Ameka à la 64e minute de jeu.                    |
| 7.                                                | 23 janvier 2022                                   | Stade de Limbé, Limbé, Cameroun                    | Burkina Faso                                      | 1 - 1 7-6 t.a.b                                   | CAN 2021                                          | Titulaire, remplacé par Louis Ameka à la 46e minute de jeu.                    |
| 8.                                                | 4 juin 2022                                       | Stade des Martyrs, Kinshasa, RD Congo              | RD Congo                                          | 0 - 1                                             | Éliminatoires de la CAN 2023                      | Titulaire.                                                                     |
| 9.                                                | 17 novembre 2022                                  | Complexe Atilla Vehbi, Antalya, Turquie            | Guinée-Bissau                                     | 3 - 1                                             | Match amical                                      | Titulaire.                                                                     |
| 10.                                               | 23 mars 2023                                      | Stade de Franceville, Libreville, Gabon            | Soudan                                            | 1 - 0                                             | Éliminatoires de la CAN 2023                      | Titulaire, remplacé par Alan Do Marcolino à la 56e minute de jeu.              |
| 11.                                               | 27 mars 2023                                      | Al Hilal Stadium, Omdurman, Soudan                 | Soudan                                            | 1 - 0                                             | Éliminatoires de la CAN 2023                      | Titulaire, remplacé par Roy Ndoutoumo (en) à la 74e minute de jeu.             |
| 12.                                               | 9 septembre 2023                                  | Stade Cheikha Ould Boïdiya, Nouakchott, Mauritanie | Mauritanie                                        | 2 - 1                                             | Éliminatoires de la CAN 2023                      | Remplace Aaron Boupendza à la 71e minute de jeu.                               |
| 13.                                               | 16 novembre 2023                                  | Stade de Franceville, Libreville, Gabon            | Kenya                                             | 2 - 1                                             | Éliminatoires de la Coupe du monde 2026           | Remplace Johann Obiang à la 68e minute de jeu.                                 |
| 14.                                               | 19 novembre 2023                                  | Stade Benjamin Mkapa, Dar es Salam, Tanzanie       | Burundi                                           | 1 - 2                                             | Éliminatoires de la Coupe du monde 2026           | Remplace Clench Loufilou à la 73e minute de jeu.                               |
| 15.                                               | 22 mars 2024                                      | Stade Léopold-Sédar-Senghor, Dakar, Sénégal        | Sénégal                                           | 3 - 0                                             | Match amical                                      | Remplace Aaron Appindangoyé à la 64e minute de jeu.                            |
| 16.                                               | 25 mars 2024                                      | Stade Walter-Luzi, Chambly, France                 | Congo                                             | 1 - 1                                             | Match amical                                      | Titulaire, remplacé par Yannis M'Bemba (en) à la 76e minute de jeu.            |
| 17.                                               | 7 juin 2024                                       | Stade Amadou-Gon-Coulibaly, Korhogo, Côte d'Ivoire | Côte d'Ivoire                                     | 1 - 0                                             | Éliminatoires de la Coupe du monde 2026           | Titulaire.                                                                     |
| 18.                                               | 11 juin 2024                                      | Stade de Franceville, Libreville, Gabon            | Gambie                                            | 3 - 2                                             | Éliminatoires de la Coupe du monde 2026           | Titulaire.                                                                     |
| 19.                                               | 6 septembre 2024                                  | Stade Adrar, Agadir, Maroc                         | Maroc                                             | 4 - 1                                             | Éliminatoires de la CAN 2025                      | Titulaire.                                                                     |
| 20.                                               | 10 septembre 2024                                 | Stade de Franceville, Libreville, Gabon            | Centrafrique                                      | 2 - 0                                             | Éliminatoires de la CAN 2025                      | Titulaire.                                                                     |
| 21.                                               | 11 octobre 2024                                   | Stade de Franceville, Libreville, Gabon            | Lesotho                                           | 0 - 0                                             | Éliminatoires de la CAN 2025                      | Titulaire.                                                                     |
| 22.                                               | 15 octobre 2024                                   | Stade Moses-Mabhida, Durban, Afrique du Sud        | Lesotho                                           | 0 - 2                                             | Éliminatoires de la CAN 2025                      | Titulaire.                                                                     |
| 23.                                               | 15 novembre 2024                                  | Stade de Franceville, Libreville, Gabon            | Maroc                                             | 1 - 5                                             | Éliminatoires de la CAN 2025                      | Titulaire.                                                                     |

#### Buts internationaux
| Buts internationaux d'Alex Moucketou-Moussounda | Buts internationaux d'Alex Moucketou-Moussounda | Buts internationaux d'Alex Moucketou-Moussounda | Buts internationaux d'Alex Moucketou-Moussounda | Buts internationaux d'Alex Moucketou-Moussounda | Buts internationaux d'Alex Moucketou-Moussounda | Buts internationaux d'Alex Moucketou-Moussounda | Buts internationaux d'Alex Moucketou-Moussounda | Buts internationaux d'Alex Moucketou-Moussounda |
|                                                 | Date                                            | Lieu                                            | Adversaire                                      | Résultat                                        | Compétition                                     | Notes                                           | Notes                                           | Sel.                                            |
| ----------------------------------------------- | ----------------------------------------------- | ----------------------------------------------- | ----------------------------------------------- | ----------------------------------------------- | ----------------------------------------------- | ----------------------------------------------- | ----------------------------------------------- | ----------------------------------------------- |
| 1.                                              | 11 octobre 2021                                 | Stade de Franceville, Libreville, Gabon         | Angola                                          | 2 - 0                                           | Éliminatoires de la Coupe du monde 2022         | 2 - 0                                           | 84e du la tête                                  | 1re                                             |

## Palmarès
|  |  | AS Mangasport Championnat du Gabon - Champion : 2018 |  | Aris Limassol Championnat de Chypre - Champion : 2023 Supercoupe de Chypre - Vainqueur : 2023 |